# ビクトル・フロレスク
ビクトル・フロレスク（Victor Florescu　1973年10月5日- ）はモルドバのキシナウ出身の柔道選手。階級は90kg級。身長178cm。

## 人物
1999年にバーミンガムで開催された世界選手権90kg級では伏兵ながら決勝まで進むも、吉田秀彦に内股で敗れたが銀メダルを獲得した。2000年のポーランド国際で3位になるも、シドニーオリンピックでは初戦で敗れた。

## 主な戦績
- 1999年 - 世界選手権　2位
- 2000年 - ポーランド国際　3位